# 黑盜目魚
黑盜目魚（学名：Lestidiops mirabilis）為輻鰭魚綱仙女魚目帆蜥魚亞目魣蜥魚科的一種，分布於全球三大洋熱帶至亞熱帶海域，為深海魚類，深度可達825公尺，體長可達26.1公分，棲息在表中層水域，生活習性不明。